# Virus Seoul
El Virus Seoul (SEOV) es un virus del género Hantavirus, de la familia Hantaviridae, grupo V, es un Hantavirus que puede causar una forma de fiebre hemorrágica